# Course en ligne masculine des juniors aux championnats du monde de cyclisme sur route 2012
Navigation
2011 2013
La course en ligne masculine des juniors aux championnats du monde de cyclisme sur route 2012 a lieu le 21 septembre 2012 dans la  province de Limbourg aux Pays-Bas.

## Participation
L'épreuve est réservée aux coureurs nées en 1994 et 1995. Le nombre de participants par pays est déterminé par le classement de la Coupe des Nations juniors au 15 août 2012 :
- les dix premières nations au classement qualifient six coureurs partants : Danemark, France, Belgique, Italie, Norvège, Allemagne, Suède, Pays-Bas, États-Unis, Grande-Bretagne ;
- les nations classées de la onzième à la quinzième place en qualifient cinq : Russie, Slovénie, Kazakhstan, Autriche, Suisse ;
- les nations classées de la seizième à la vingtième place en qualifient quatre : Japon, Slovaquie, Pologne, Serbie, Mexique ;
- toutes les autres fédérations nationales peuvent aligner trois coureurs au départ de la course.

Les champions continentaux peuvent être engagés en supplément de ces quotas.

## Prix
3 450 euros sont distribués à l'occasion de cette épreuve : 1 533 euros au premier, 1 150 au deuxième et 767 au troisième.

## Parcours
Cette épreuve emprunte le même circuit de 16,1 km que les courses en ligne des autres catégories. Les coureuses effectuent huit tours de ce circuit, soit une distance de 128,8 km. Le circuit comprend deux côtes : le Bemelerberg (nl) (900 mètres à 5 %) et le Cauberg (1 200 mètres à 5,8 %). L'arrivée et le départ sont situés à Fauquemont, après le sommet du Cauberg, lieu d'arrivée de l'Amstel Gold Race.

## Classement
|                                    | Coureur              | Pays        |    | Temps          |
| ---------------------------------- | -------------------- | ----------- | -- | -------------- |
| Médaille d'or, Coupe du Monde      | Matej Mohorič        | Slovénie    | en | 3 h 0 min 45 s |
| Médaille d'argent, Coupe du Monde  | Caleb Ewan           | Australie   |    | m.t            |
| Médaille de bronze, Coupe du Monde | Josip Rumac          | Croatie     |    | m.t            |
| 4                                  | Federico Zurlo       | Italie      |    | m.t            |
| 5                                  | Jonathan Dibben      | Royaume-Uni |    | m.t            |
| 6                                  | Kevin Deltombe       | Belgique    |    | m.t            |
| 7                                  | Thomas Boudat        | France      |    | m.t            |
| 8                                  | Tom Bohli            | Suisse      |    | m.t            |
| 9                                  | Mathieu van der Poel | Pays-Bas    |    | m.t            |
| 10                                 | Søren Kragh Andersen | Danemark    |    | m.t            |